# Divja trta
Divja trta ali navadna vinika (znanstveno ime Parthenocissus tricuspidata) je listopadna vzpenjalka, ki izvira iz vzhodne Azije. Prvotno je rasla na območju Japonske, Koreje ter severne in vzhodne Kitajske, danes pa so jo kot okrasno rastlino raznesli že po celem svetu.  
Divja trta se lahko ob primerni podpori povzpne do 30 metrov visoko, pri oprijemanju pa ji pomagajo vitice z oprijemalnimi blazinicami. Listi so kosmati, sestavljeni iz petih lističev, mladi pa lahko tudi le iz treh, ki se združijo v pecelj. V dolžino dosežejo od 3 do 22 cm in imajo nažagan rob. Poleti so temno zelene barve, jeseni pa se obarvajo rdeče. Cvetovi, ki se razvijejo v juniju, so zelene barve in so združeni v grozde. Iz oplojenih cvetov se razvijejo temno modre jagode premera od 5 so 10 mm, ki so zbrane v manjše grozde.
Botanično ime tricuspidata pomeni tri koničasta, nanaša pa se na obliko listov.

## Razširjenost in uporabnost
Divja trta je priljubljena okrasna vzpenjalka, ki jo pogosto sadijo ob stavbe. Rastlina se razraste preko celotne fasade in poleg tega pomaga tudi pri toplotni izolaciji stavb poleti. Za boljši oprijem podlagi rastlina proizvaja kalcijev karbonat,, ki močno izboljša oprijemalne sposobnosti rastline, zaradi te lastnosti pa vitice ne poganjajo korenin v oprijemalno podlago. 
Plodovi so ljudem in sesalcem strupeni, prav tako pa lahko sok divje trte, ki vsebuje oksalatne kristale, pri občutljivih ljudeh povzroči draženje kože. Zato je pri delu z rastlino priporočljiva uporaba zaščitnih rokavic